# 神宮徴古館
神宮徴古館（じんぐうちょうこかん）は、伊勢神宮の公益事業であり、神宮の宗教法人としての規則である神宮規則第63条によると、「神宮の由緒並びに日本文化の変遷を徴する資料を陳列保存して一般の観覧に供する外産業の振興発展に資する事業を行い、文化の向上を図るを目的」とし、神宮崇敬の歴史および日本の文化を展示する「歴史と文化の総合博物館」である。
付随する神宮農業館（じんぐうのうぎょうかん、農業館とも）は同規則の第63条によると、「農業、水産、林業等に関する資料を陳列保存して一般の観覧に供する外産業の振興発展に資する事業を行い、文化の向上を図るを目的」とし、「自然の産物がいかに役立つか」を主題とし、伝統的な稲作などに関する物品の収集保管、展示公開を行なっている。
敷地内には芸術家から伊勢神宮へ奉納された作品を収蔵・展示するための式年遷宮記念神宮美術館（しきねんせんぐうきねんじんぐうびじゅつかん、美術館とも）もある。同規則の第63条の2によると、「神宮美術館は、式年遷宮ごとに当代一流の美術品を収集及び保管展観するとよもに、わが国の美術工芸を研究し、日本文化の発展に資するを目的とする」。
現在の建物は、徴古館が1953年（昭和28年）に復旧、農業館が1996年（平成8年）に縮小移設されたもので、1909年（明治42年）の開館当初のものとは一部異なる。

## 沿革

### 草創期

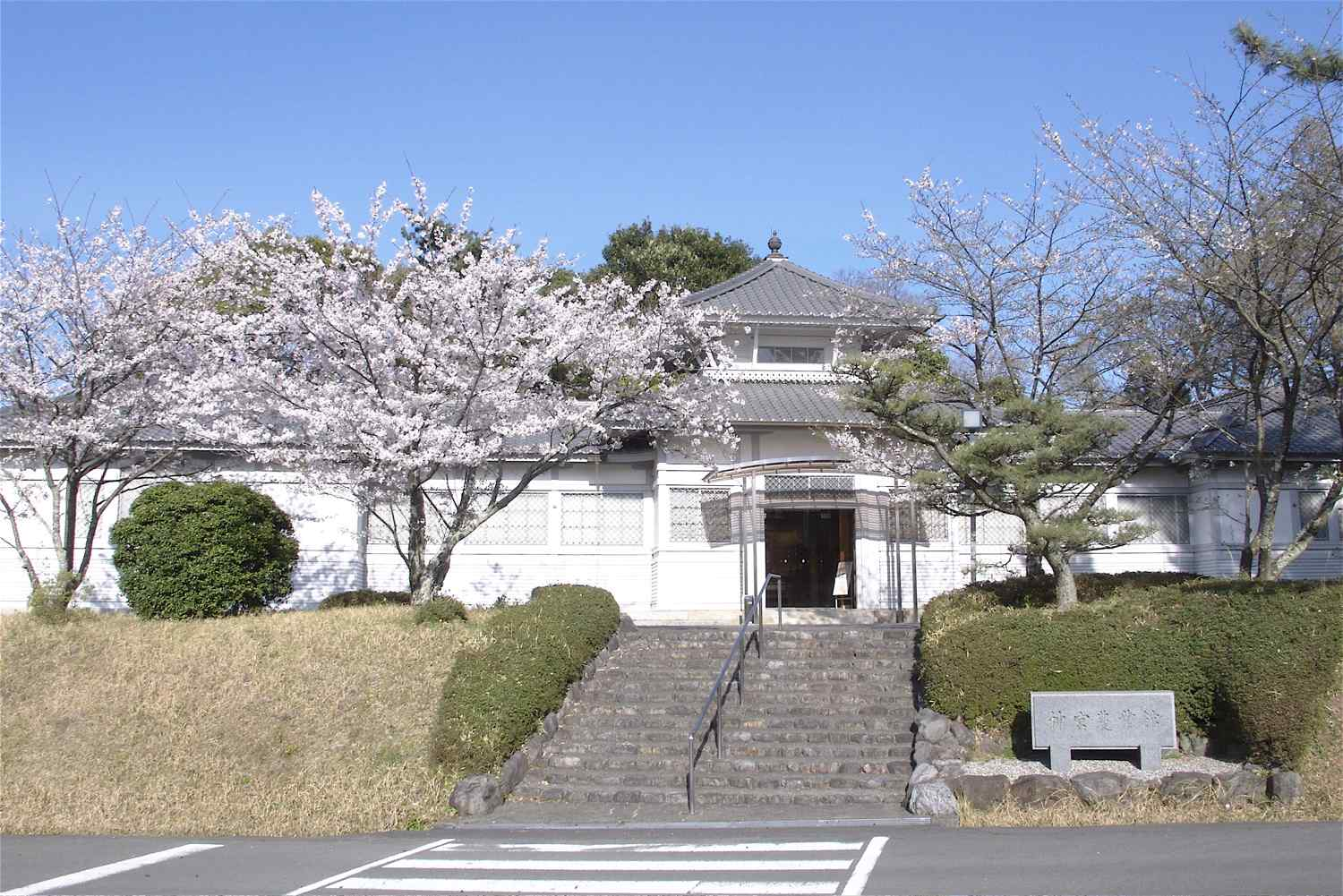
農業館

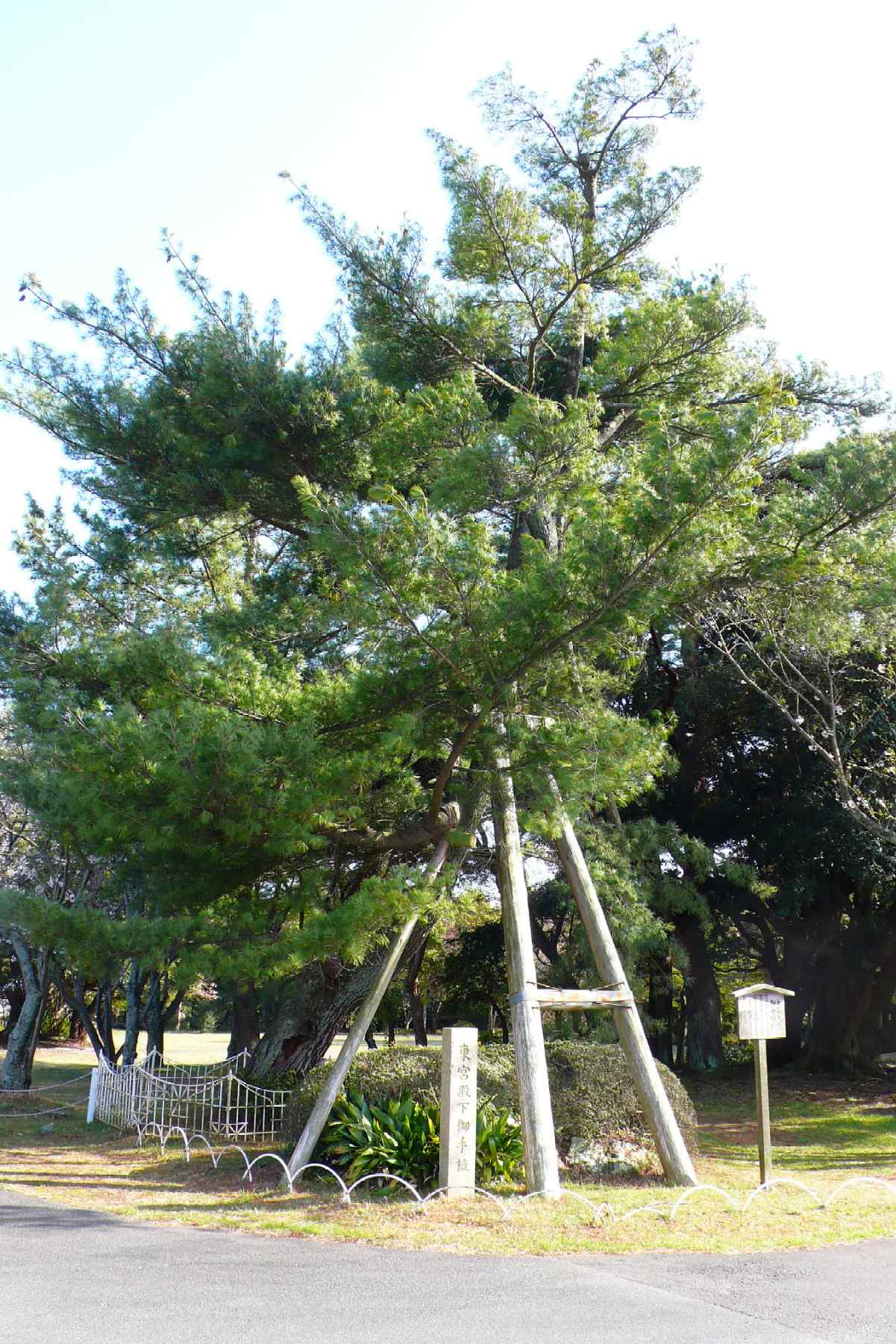
大正天皇御手植の松

1886年（明治19年）、伊勢神宮周辺の整備を目的に有栖川宮熾仁親王を総裁とする神苑会（しんえんかい）が結成された。
この神苑会は農事促進を目的として1891年（明治24年）に外宮前に農業館を設立、日本初の産業博物館となった。
農業館は迎賓館や奈良国立博物館で知られる片山東熊による設計である。平等院鳳凰堂をモデルとした和洋折衷の農業館は、片山の作品としては数少ない木造建築となった。
神苑会は外宮と内宮のほぼ中間となる倉田山に約39,000坪（約129,000 m2）の土地を購入した。
1903年（明治36年）に歴史博物館として徴古館設立を企画した。
日露戦争開戦により計画は延期されたが、1904年（明治37年）8月には増築を伴う倉田山への農業館移築を開始、翌1905年（明治38年）の移築完了後に農業館は伊勢神宮へ奉納された。
1906年（明治39年）11月に農業館と同じく片山の設計による徴古館の建設を開始、1909年（明治42年）5月に完成し、同年9月29日に日本初の私立博物館として開館、1911年（明治44年）4月に周辺の土地を含め伊勢神宮へ奉納された。天皇の行幸を想定した外宮-内宮間の自動車道を整備するために倉田山は大幅に開削され、1910年（明治43年）3月に御幸通り（現在は御幸道路と呼ばれる。1920年（大正9年）から1952年（昭和27年）まで国道1号、現三重県道37号鳥羽松阪線）が開通した。
神苑会は1911年（明治44年）12月、神宮周辺の整備を達成したとして、徴古館の入り口に神苑会記念碑を作り解散した。のちの1919年（大正8年）に御幸通りの東側に皇學館大学が、1925年（大正14年）には内宮前の宇治舘町から神宮文庫（じんぐうぶんこ）が移転している。
徴古館は和洋折衷の農業館とは趣を異にし、ベルサイユ宮殿を模した前庭を持つルネッサンス式の西洋風建築とされ、東京国立博物館の表慶館同様、正面中央にドームを配した高い屋根を持つ鉄筋コンクリート造の平屋となった。中央奥には貴賓室が配され、皇太子時代の大正天皇・昭和天皇をはじめ、各宮家の皇族などの要人が神宮に参拝するときの休息場所として利用された。1910年（明治43年）、当時皇太子であった大正天皇が11月14日に外宮内宮を参拝したのちに徴古館を訪れ五葉松を植樹している。1940年（昭和15年）7月にはラストエンペラーとして知られる満州国皇帝溥儀も訪れた。
1923年（大正12年）11月5日には徴古館の西側に倭姫命を祀る倭姫宮が創建された。倭姫宮の例大祭などでは、崇敬団体の御杖代講（みつえしろこう）などによる茶の振る舞いなどが徴古館の敷地で行なわれる。
第二次世界大戦末期の1945年（昭和20年）7月にアメリカ軍の宇治山田空襲により炎上し、建物は外壁を残すのみとなり、収蔵品の大部分は焼失した。

### 第二次大戦以降

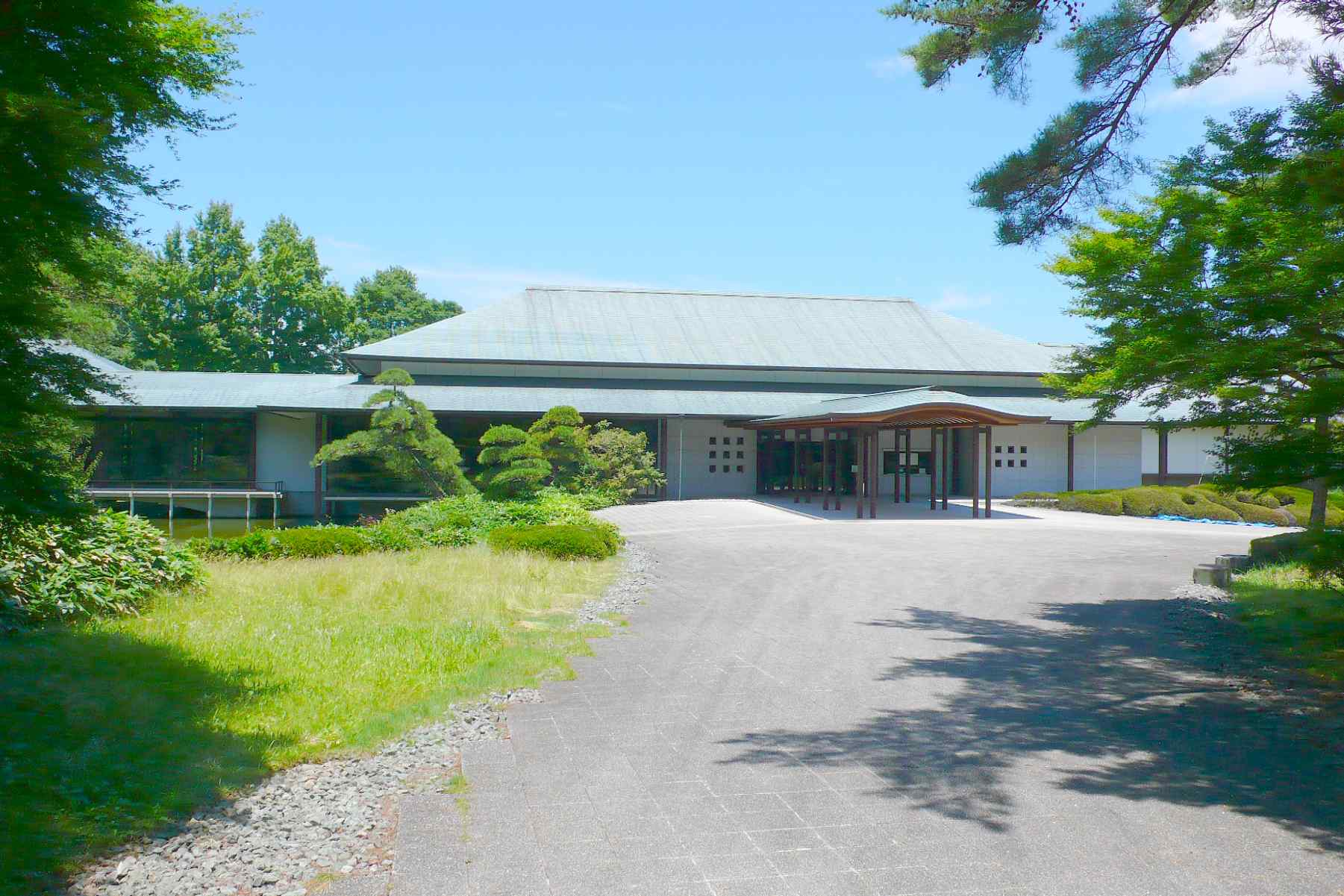
式年遷宮記念神宮美術館

1953年（昭和28年）の第59回神宮式年遷宮を記念し、石造りの外壁だけが残った状態から徴古館は修復された。
ただし、ドームと貴賓室は再現されず、平屋から鉄筋の2階建てにするなどの変更が加えられた。
1985年（昭和60年）に新館が増築された。
第61回神宮式年遷宮を記念し、1993年（平成5年）10月式年遷宮記念神宮美術館が開館した。美術館は農業館があった場所に建てられることになったため、農業館は一時閉館し東側へ移築、この時に巡回形だった農業館は凹形に縮小するなどの変更が行なわれた。美術館は日本芸術院会員の大江宏の設計によるもので、神宮の美術館にふさわしく日本の伝統的な建築様式を踏襲し、緩やかな勾配の銅板葺の屋根を持ち、内装は素木を活かした現代建築とされた。
1996年（平成8年）に皇大神宮鎮座2000年を記念し、焼け残った有栖川宮熾仁・威仁親王の銅像を修復するとともに貴賓室を復活させた。この貴賓室は2000年（平成12年）から随時公開されるようになった。
1998年（平成10年）に徴古館と農業館は国の登録有形文化財となった。

## 展示

### 徴古館
神宮式年遷宮では社殿と共に714種1576点の御装束神宝（須賀利御太刀など）も同じ仕様で新たに作り替えられるが、この際「撤下」された古い神宝の一部が展示されているのが徴古館である。また徴古館では内宮正宮の1/20サイズの模型、遷宮で解体された本殿に使われていた扉、千木・鰹木、祭典用具なども展示されている。
そのほか、土器、鏡、大刀などの古墳時代の出土品、古文書、有栖川宮記念公園内にあった養正館から昭和30年（1955年）に移管された国史絵画（歴史画）、俳祖荒木田守武に関する資料、平賀亀祐の作品など国の重要文化財11点を含む約8,000点の資料を所蔵している。

### 農業館
農業館では神宮と農業に関わる物品、昭和天皇、香淳皇后の下賜品、神嘗祭に奉納された皇居の御田で作られた稲穂や、生糸・繭などが展示されている。神宮では神饌を基本的に自給自足しているが、神饌を自給する神宮神田・御園・御塩殿・干鯛とアワビ調製所に関する資料も展示している。

### 美術館
美術館では文化勲章受章者・文化功労者・日本芸術院会員・重要無形文化財保持者といった美術家・工芸家より神宮に奉納された作品を所蔵し、展示している。

## 所蔵文化財

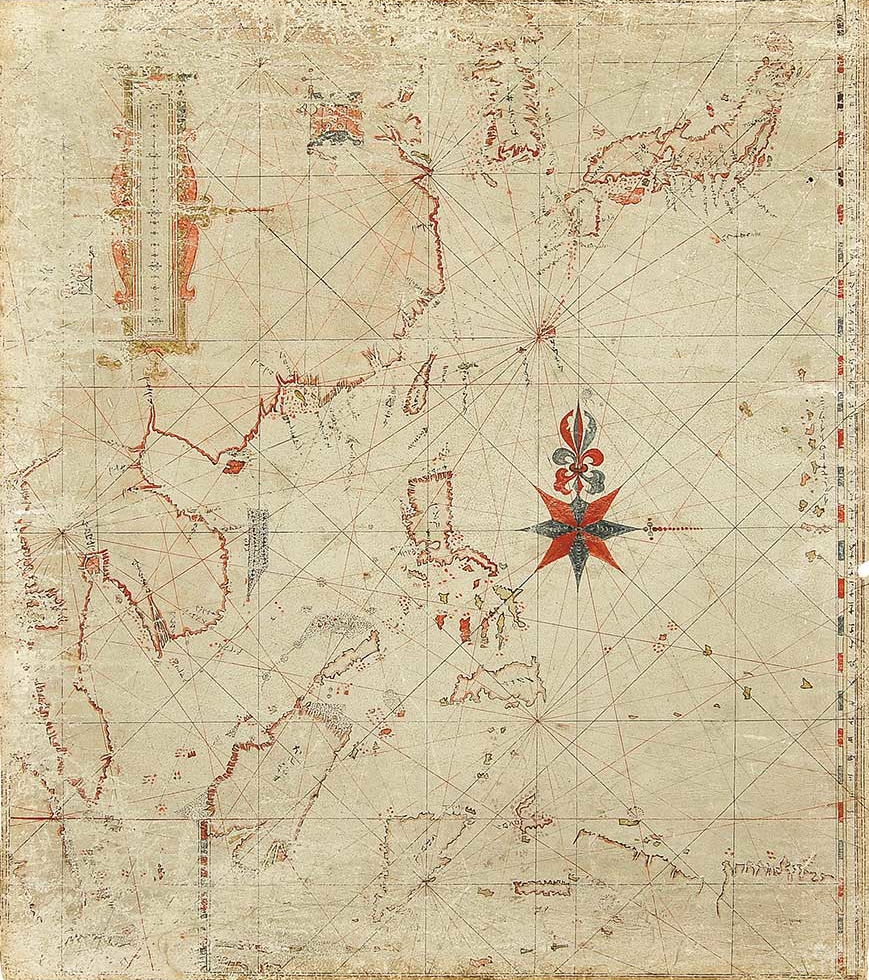
重要文化財「角屋家貿易関係資料」のうちアジア航海図（羊皮紙著色）

以下は、神宮徴古館所蔵の指定文化財の一覧である。宗教法人「神宮」（伊勢神宮）所有の指定文化財は御幸道路を挟んで徴古館の東にある神宮文庫などに所蔵されるものもあるため、すべてが徴古館で保管されているわけではない。

### 重要文化財（国指定）
絵画
- 紙本著色伊勢新名所絵歌合 1巻 鎌倉時代（昭和24年5月30日） - 伊勢の名勝地10か所を歌題とする。1295年（永仁3年）頃制作と推測されるが作者不明。

工芸品
- 毛抜形太刀 1口 平安時代後期（昭和24年5月30日） - 刀身が切刃造りから鎬造り（しのぎづくり）への移行期（日本刀#歴史参照）に作られた長さ70.9cmの太刀。

書跡
- 古文尚書 13巻 鎌倉時代 （昭和24年5月30日） - 中国最古の史書の一つで、1684年（貞享1年）4月に肥前国島原城主であった松平主殿頭忠房が表装を新調し豊宮崎文庫に奉納したもの。

考古資料
- 据台付子持はそう（「はそう」の漢字は左が「瓦」、右が「泉」） 1口 古墳時代（昭和34年6月27日）

歴史資料
- 渋川春海天文関係資料 12種 1括 江戸時代 （昭和53年6月15日） - 江戸時代前期の天文暦学者渋川春海（1639-1715）が貞享暦を考案する前に行なった天体観測などの資料や『天文瓊統』などの著作の原本。
- 角屋家貿易関係資料 4種 1括 江戸時代 （昭和57年6月5日）- 江戸幕府の「御朱印旗」、アジア航海図などの、角屋七郎兵衛で知られる角屋家の歴史と業績に関する歴史資料。

### 三重県指定有形文化財
絵画
- 紙本著色伊勢両宮曼荼羅図 1幅 江戸時代 （昭和29年12月25日）

### 伊勢市指定有形文化財
彫刻
- 舞楽面 蘭陵王 1面 鎌倉時代（昭和33年12月22日）

## 交通アクセス
- 最寄駅
  - 近鉄鳥羽線五十鈴川駅から北へ約1.2km、徒歩約15分
  - JR東海参宮線伊勢市駅から約2.2km、徒歩約30分
- 最寄バス停
  - 三重交通徴古館前バス停 - 三重県道37号鳥羽松阪線沿い
  - 三重交通伊勢二見鳥羽周遊バス（CANばす）神宮徴古館バス停 - 徴古館前庭まで入る
- 一般国道：国道23号から西
- 最寄インターチェンジ：伊勢自動車道伊勢インターチェンジから約1km
- 駐車場：美術館裏に駐車場があるほか、徴古館前に数台駐車できる。

## 周辺情報
- 御師葉山大夫門 - 常盤町の伊勢御師葉山大夫（はやまだゆう）邸にあった門を御幸道路（当時の国道23号、現三重県道37号鳥羽松阪線）沿いに1965年（昭和40年）に移築した。鬼瓦に嘉永6年（1853年）11月の銘がある。
- 神宮文庫 - 伊勢神宮の図書館、御師福島御塩焼太夫（ふくしまみさきだゆう）邸にあった慶長年間の門が移築されている。
- 皇學館大学佐川記念神道博物館 - 皇學館大学付属の博物館、1992年（平成4年）10月26日開館。
- 倭姫宮 - 倭姫命を祭神とする皇大神宮（内宮）別宮。徴古館前庭西側に参道口あり。
- 月讀宮 - 月讀命を祭神とする皇大神宮別宮、徴古館から御幸道路を南へ約1.6km。
- 龍池山松尾観音寺 - 徴古館前の交差点を東へ約1km、初午の厄落としで知られる古寺。本尊の十一面観音菩薩は行基の作と伝えられ、日本最古の厄除け観音とされる。